# 自然・人文科学における知識へのオープンアクセスに関するベルリン宣言
自然・人文科学における知識へのオープンアクセスに関するベルリン宣言（しぜん・じんぶんかがくにおけるちしきへのオープンアクセスにかんするベルリンせんげん、英: Berlin Declaration on Open Access to Knowledge in the Sciences and Humanities）は、オープンアクセスおよび知識へのアクセスに関する国際宣言。2003年にマックス・プランク協会がベルリンのハルナック・ハウスで開催したオープンアクセスに関する会議で示された。

## 背景
2002年のブダペスト・オープンアクセス・イニシアティヴと2003年のオープンアクセス出版に関するベセスダ声明に続いて、ベルリン宣言はオープンアクセス運動の展開における3番目の重要な出来事である。ピーター・サバーは、これらの3つを相互に補完し合うものとして「オープンアクセスのBBB定義」と呼んでいる。
ベルリン宣言は、マックス・プランク協会とEuropean Cultural Heritage Online（ECHO）プロジェクトが2003年10月に開催した会議で草案がまとめられた。会議には各国から120以上の文化・政治団体が出席した。

## 宣言文
宣言文は2003年10月22日に公表された。インターネットの重要性とオープンアクセスの必要性に関するこれまでの議論を踏まえ、次のオープンアクセス論文の定義を提示した。

オープンアクセスの論文は2つの条件を満たさなければならない。論文の著者および権利保有者は、すべての利用者に無料で撤回不能かつ全世界的に論文にアクセスする権利および適切な著者名表示のもと任意の電子媒体であらゆる責任ある目的のためにそれを複製、利用、配布、送信、表示および派生作品を制作・配布するライセンスを付与し、私的利用の範囲内で少数の複製物を印刷する権利を付与すること。
前述したライセンスの複製を含む著作物の完全版および付随する資料を、適切な標準電子フォーマットで、オープンアクセスおよび無制限の配布、相互運用性、長期保存を可能にしようと活動する学術機関、学会、政府機関またはその他の確立した組織が支援・維持する少なくとも1つのオンラインのリポジトリに、（オープンアーカイブの定義などに基づく）適切な技術標準を用いて寄託（つまり公表）すること。
（ウィキペディアの編集者による原文の和訳）

宣言は、これらの原則に従って研究者や研究機関が研究成果を公表し、オープンアクセスの重要性を啓蒙し、関連するツールや手段の開発・評価に協力することを推奨する。

## 署名した団体
2022年11月現在、769の団体が宣言に署名している。

## 遺産
2005年のフォローアップ会議で、ベルリン宣言は、署名団体は所属研究員が自分の研究成果の複製をオープンアクセスのリポジトリに寄託することを義務付け、可能であればオープンアクセスの学術誌でそれを公表することを推奨すべきであるとする2つの原則を明確にした。現在、この2つの原則はそれぞれ「グリーンOA」および「ゴールドOA」と呼ばれている。
ベルリン宣言が10周年を迎えた2013年、研究成果の90％がオープンアクセスで公表されるようにすることを目指すとするミッションステートメントが発表された。